# Namur (Québec)
Pour les articles homonymes, voir Namur (homonymie).
Namur est une municipalité canadienne du Québec située dans la MRC de Papineau, dans la région de l'Outaouais. 

## Toponymie
L'endroit était initialement nommé « La Nouvelle-Belgique » ou encore « La Petite-Belgique ». En 1874, la localité prend le nom de Namur en l'honneur de la ville belge du même nom, mais ce n'est que le 5 décembre 1968 que le toponyme  « Namur » est officialisé par la Commission de toponymie du Québec. L'endroit doit son nom à l'établissement, dans la seconde moitié du XIXe siècle, de familles belges originaires de la province de Namur.
Jusqu'en 2011, le gentilé des habitants de Namur était Namurien et Namurienne. Il a été modifié pour Namurois et Namuroise, identique à la ville belge de Namur. Le changement est effectif depuis juillet 2011,.

## Histoire
Les débuts de Namur sont intimement liés à l'immigration belge. Les trois principaux instigateurs de cette installation sont les Belges Édouard Simays et Pascal-Julien Verbist ainsi que le Canadien Édouard-André Barnard.  
En 1869, le gouvernement du Canada envoie Édouard Simays dans son pays natal en tant qu'agent d'immigration. Sous son impulsion, les premiers colons belges s'installent en 1871 dans le canton de Suffolk, territoire à partir duquel sera formée la municipalité de Namur. Par la suite, le gouvernement du Québec nomme Édouard-André Barnard et Pascal-Julien Verbist agents d'immigration pour la Belgique, mais également pour la France, l'Allemagne (Alsace-Lorraine) et la Suisse,,. Leur but est de recruter des agriculteurs de langue française et de religion catholique. Les Belges sont rapidement rejoints par plusieurs familles venues de France ainsi que par quelques familles italiennes.   
L'endroit est initialement nommé La Nouvelle-Belgique ou encore La Petite-Belgique. En 1874, la localité prend officiellement le nom de Namur en l'honneur de la ville belge du même nom. 
En 1876, le missionnaire protestant Georges-Clément Mousseau s'installe à Namur avec trois familles francophones de Montréal récemment converties par le pasteur Charles Chiniquy. Il a pour but d'y établir une colonie pour les protestants canadiens-français et francophones en général. Cette même année, les Namurois se convertissent en grand nombre au protestantisme. On construit un bâtiment servant à la fois d'église, de presbytère et d'école en 1877. En 1879, la paroisse est officiellement constituée. Elle prend le nom de Saint-Paul treize ans plus tard. La communauté construit l'église actuelle en 1899. Elle est aujourd'hui affiliée à l'Église unie du Canada. En 1905, à la suite de changements législatifs, l'école du village, bien que desservant des enfants de langue française, doit se rattacher à une commission scolaire anglophone parce que non catholique. En 1909, Namur est l'un sinon le seul village du Canada à majorité franco-protestante.  
La municipalité de Namur est constituée en 1964 en se détachant de la municipalité des cantons unis de Suffolk-et-Addington. À l'origine incluse dans le comté de Papineau, Namur fait partie de la municipalité régionale du comté (MRC) de Papineau depuis 1983.

## Géographie

### Hydrographie
Sept lacs officiellement nommés sont situés à Namur. Il y a le lac des Aulnes, lac Jaune, lac Loignon, lac Mercier, lac à Perth, lac Roquet et le lac à Ted. 
Il y a aussi une petite partie du lac du Bac présente dans Namur. 
Une seule chute officiellement nommée se situe à Namur, et celle-ci est la chute Minée, située dans la Petite Rivière Rouge. La Petite Rivière Rouge Est se trouve également à Namur. 
Un ruisseau officiellement nommé est présent dans Namur, celui-ci est le ruisseau Nordet. 

## Démographie

### Population
| 1991 | 1996 | 2001 | 2006 | 2011 | 2016 | 2021 |
| ---- | ---- | ---- | ---- | ---- | ---- | ---- |
| 513  | 543  | 532  | 487  | 596  | 572  | 633  |

### Langues maternelles
Selon le recensement du Canada de 2021, les langues maternelles des Namurois se répartissent comme suit : 
- Français : 89,6 %
- Anglais : 8,8 %
- Français et anglais : 1,6 %
- Langues non officielles : 0,8 %

### Économie
Namur est aussi la municipalité québécoise où le salaire moyen est le plus faible. En effet, selon le recensement de 2021, les habitants ont, en moyenne, un salaire annuel de 29 300 $.

## Administration

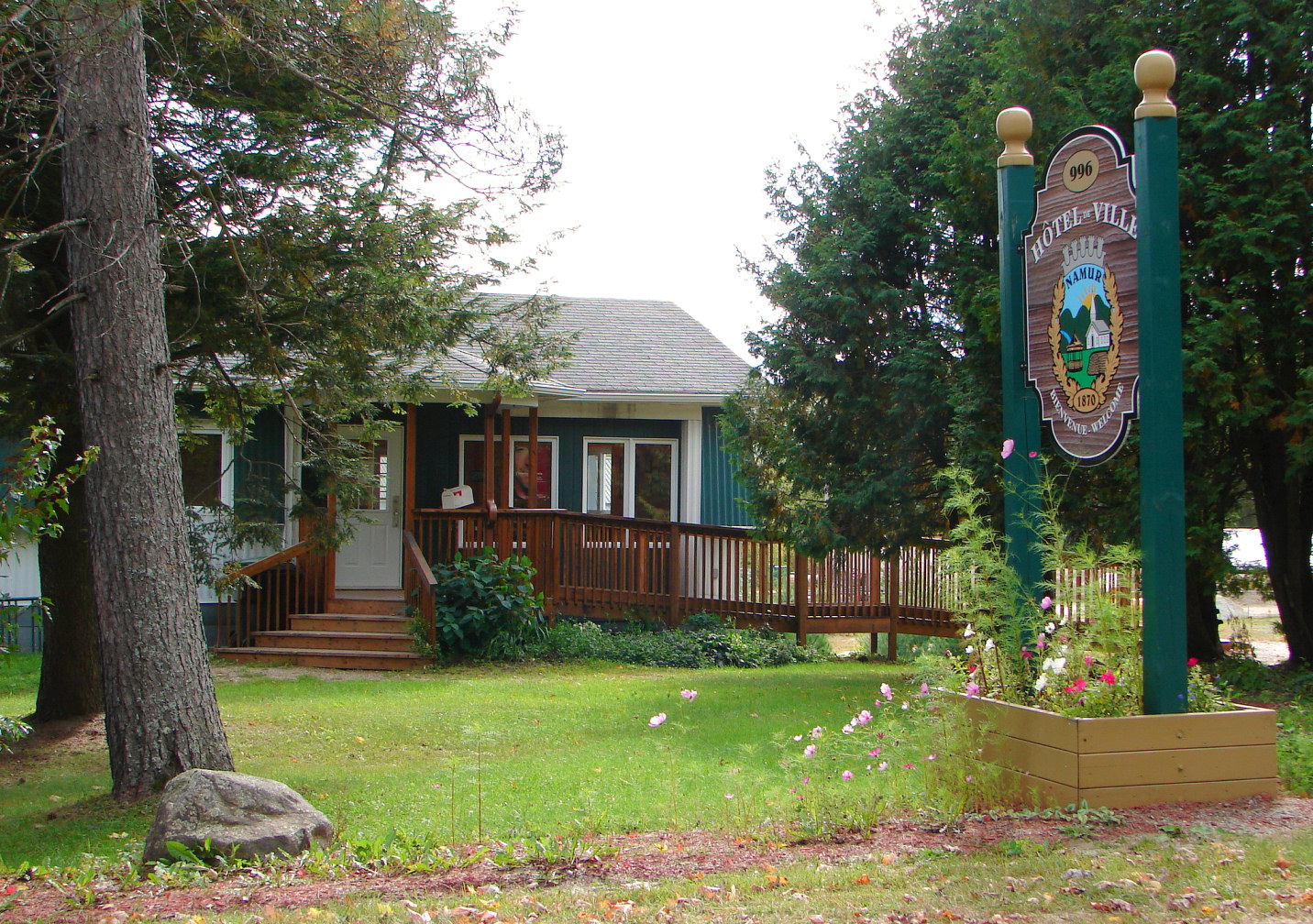
L'hôtel de ville de Namur.

Les élections municipales se font en bloc pour le maire et les six conseillers.
| Namur Maires depuis 2005                                                                                             |                |         |          |
| Élection | Maire          | Qualité | Résultat |
| 2005 | Gilbert Dardel |         | Voir     |
| 2009 | Gilbert Dardel | Voir    |          |
| 2013 | Gilbert Dardel | Voir    |          |
| 2017 | Gilbert Dardel | Voir    |          |
| 2021 | Gilbert Dardel | Voir    |          |
| Élection partielle en italique Depuis 2005, les élections sont simultanées dans toutes les municipalités québécoises |                |         |          |

## Économie
La municipalité vit essentiellement de l'exploitation forestière et organise, chaque année durant l'été, un festival des bûcherons. 

## Éducation
À Namur, l'éducation en français est chapeautée par le Centre de services scolaire aux Coeur-des-Vallées, qui dessert les MRC de Papineau et des Collines-de-l'Outaouais ainsi qu'une partie de Gatineau. 
La municipalité compte une seule école sur son territoire : l'École intermédiaire de Namur (en anglais : Namur Intermediate School), établissement anglophone relevant de la Commission scolaire Western Québec. L'enseignement prodigué s'étend du niveau préscolaire, primaire et secondaire jusqu'à la 8e année (2e secondaire). Namur est également incluse dans la zone de services de l'École secondaire régionale Laurentian (en) (Laurentian Regional High School) de Lachute, établissement de langue anglaise de la Commission scolaire Sir-Wilfrid-Laurier, où l'enseignement va jusqu'à la dernière année du secondaire. 